# Causus
Causus – rodzaj jadowitych węży z podrodziny żmij (Viperinae) w rodzinie żmijowatych (Viperidae).

## Zasięg występowania
Rodzaj obejmuje gatunki występujące w Afryce (Mauretania, Senegal, Gambia, Gwinea Bissau, Gwinea, Sierra Leone, Liberia, Wybrzeże Kości Słoniowej, Mali, Burkina Faso, Ghana, Togo, Benin, Niger, Nigeria, Kamerun, Czad, Sudan, Somalia, Etiopia, Sudan Południowy, Republika Środkowoafrykańska, Gwinea Równikowa, Gabon, Kongo, Demokratyczna Republika Konga, Rwanda, Burundi, Uganda, Kenia, Tanzania, Malawi, Zambia, Angola, Namibia, Botswana, Zimbabwe, Mozambik, Eswatini i Południowa Afryka).

## Systematyka

### Etymologia
- Causus: gr. καυσος kausos „gorączka”, od καιω kaiō „rozpalać, rozniecać”[8].
- Distichurus: gr. διστιχος distikhos „dwurzędowy”[9]; κερκος kerkos „ogon”[10]. Gatunek typowy: Distichurus maculatus Hallowell, 1842.
- Heterophis: gr. ἑτερος heteros „inny”; οφις ophis, οφεως opheōs „wąż”[4]. Gatunek typowy: Heterophis resimus Peters, 1862.
- Dinodipsas: gr. δεινος deinos „straszny, groźny”[11]; διψας dipsas, διψαδος dipsados „jadowity wąż, którego ukąszenie wywołuje silne pragnienie”[9]. Gatunek typowy: Dinodipsas angulifera Peters, 1882 (= Aspidelaps lichtensteinii Jan, 1859).

### Podział systematyczny
Do rodzaju należą następujące gatunki:
- Causus bilineatus Boulenger, 1905
- Causus defilippii (Jan, 1863)
- Causus lichtensteinii (Jan, 1859) – nocnica leśna[12]
- Causus maculatus (Hallowell, 1842)
- Causus rasmusseni Broadley, 2014
- Causus resimus (Peters, 1862)
- Causus rhombeatus (Lichtenstein, 1823)